# Hugues de Santalla
Hugues de Santalla est un important traducteur depuis l'arabe du début du XIIe siècle, qui produisit des versions latines de traités d'alchimie, d'astronomie, d'astrologie et de géomancie.

## Biographie
Hugues de Santalla (Hugo Sanctallensis, Hugo Strellensis, Hugo de Santalia) est un "prêtre espagnol dont l'activité se situe entre 1119 et 1151. il figure au nombre des traducteurs ayant exercé dans la première moitié du XIIe siècle en Espagne, et plus précisément dans la petite ville aragonaise de Tarazona." (Clara Foz, Le traducteur, l'Église et le Roi. Espagne, XIIe et XIIIe siècles, Presses de l'Université d'Ottawa, 1957). 

### Œuvres
- Ars geomancie. Le premier traité latin de géomancie.
- traduction vers 1140 du De secretum secretorum (Kitâb sirr al-Khalîqa) du Pseudo-Apollonios de Tyane (Balinous Touani). Voir Françoise Hudry, Chrysopoeia, Revue publiée par la Société d'Étude de l'Histoire de l'Alchimie, VI (1997-1999) : Cinq traités alchimiques médiévaux, Paris-Milan, Archè, 2000, pp. 1-154.

### Études
- Richard Lemay, Dans l'Espagne du XIIe siècle. Les traductions de l'Arabe au latin, Annales ESC, 18 (1963), p. 639-665 (sur Persée)
- Thérèse Charmasson, Sur une technique divinatoire : la géomancie dans l'Occident médiéval, Genève, Droz, 1980, p. 95-11O.